# Encyrtus
Encyrtus är ett släkte av steklar som beskrevs av Pierre André Latreille 1809. Encyrtus ingår i familjen sköldlussteklar.

## Bildgalleri

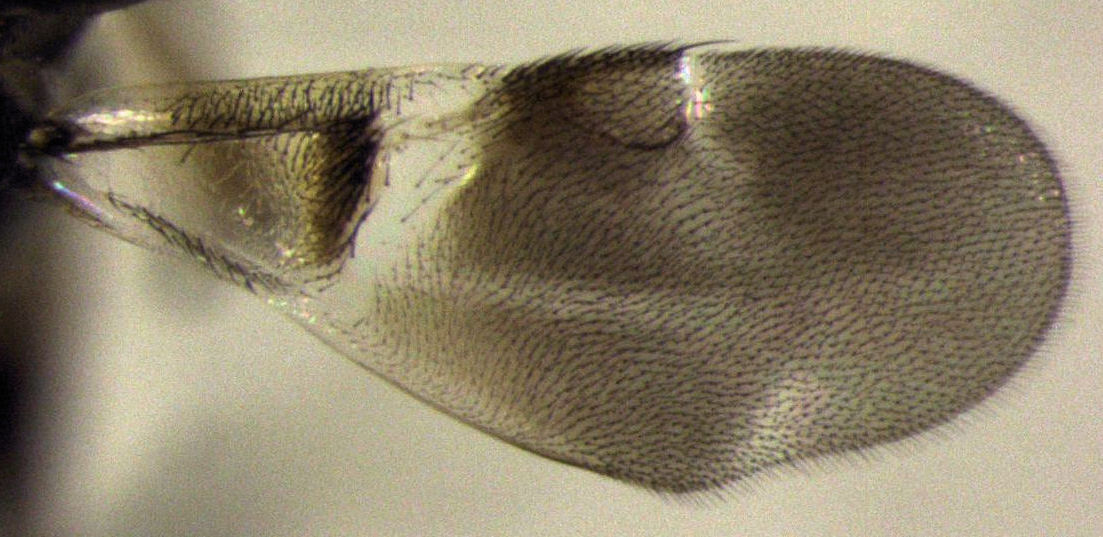
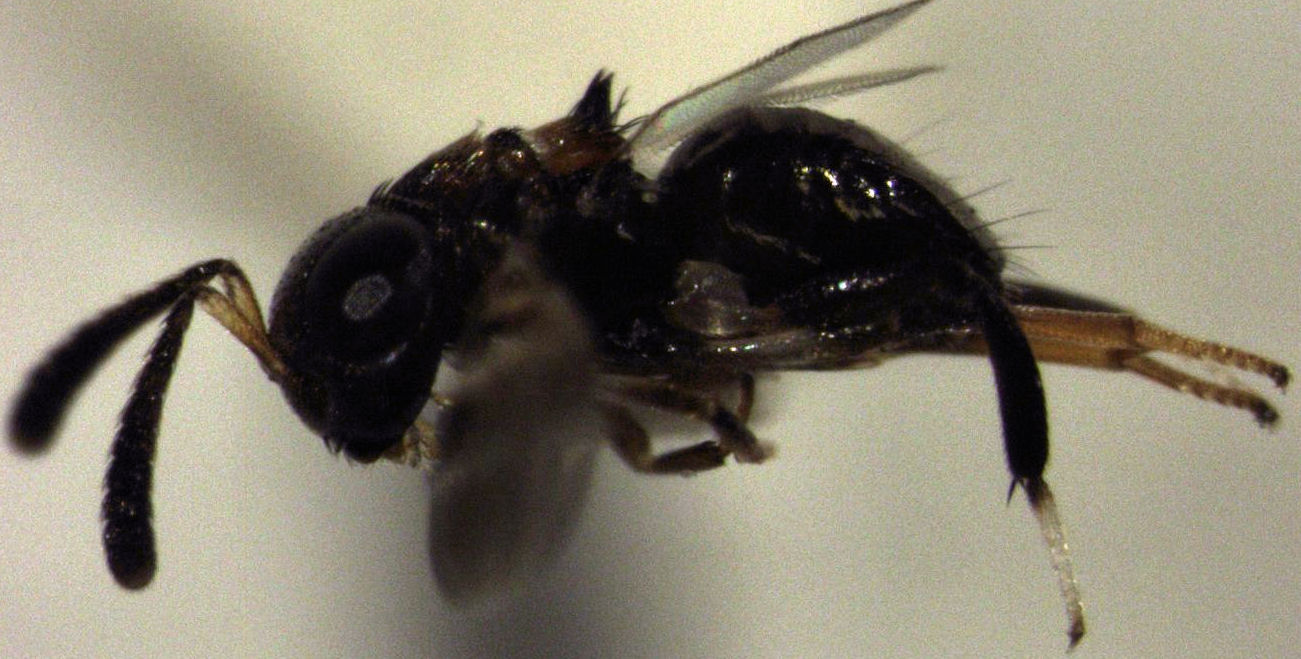

## Dottertaxa tillEncyrtus, i alfabetisk ordning[1][2]
- Encyrtus adustipennis
- Encyrtus aeneus
- Encyrtus albidus
- Encyrtus albitarsis
- Encyrtus antistius
- Encyrtus aquilus
- Encyrtus aurantii
- Encyrtus barbiger
- Encyrtus bedfordi
- Encyrtus bicolor
- Encyrtus cancinoi
- Encyrtus chaerilus
- Encyrtus changjiensis
- Encyrtus clavicornis
- Encyrtus conformis
- Encyrtus corvinus
- Encyrtus cotterelli
- Encyrtus dasucurtoma
- Encyrtus decorus
- Encyrtus dubius
- Encyrtus flavipes
- Encyrtus foersteri
- Encyrtus fuliginosus
- Encyrtus fuscosus
- Encyrtus fuscus
- Encyrtus haywardi
- Encyrtus hesperus
- Encyrtus homopteryx
- Encyrtus imitator
- Encyrtus infelix
- Encyrtus infidus
- Encyrtus ingae
- Encyrtus kerzhneri
- Encyrtus littoralis
- Encyrtus longipes
- Encyrtus ludmilae
- Encyrtus marilandicus
- Encyrtus melas
- Encyrtus meon
- Encyrtus metharma
- Encyrtus mexicanus
- Encyrtus mucronatus
- Encyrtus noyesi
- Encyrtus palpator
- Encyrtus philiscus
- Encyrtus proculus
- Encyrtus pyttalus
- Encyrtus quadricolor
- Encyrtus sacchari
- Encyrtus sagillus
- Encyrtus saissetiae
- Encyrtus saliens
- Encyrtus sasakii
- Encyrtus sericophilus
- Encyrtus signifer
- Encyrtus sobrinus
- Encyrtus solidus
- Encyrtus swederi
- Encyrtus teuteus
- Encyrtus trjapitzini
- Encyrtus tylissos
- Encyrtus vianai
- Encyrtus zebinia